# La Fête de village (Rubens)
La Fête de village ou La Kermesse ou Noce de village est une peinture réalisée en 1635-1638 par Pierre Paul Rubens, aujourd'hui conservée au Musée du Louvre à Paris. 

## Description

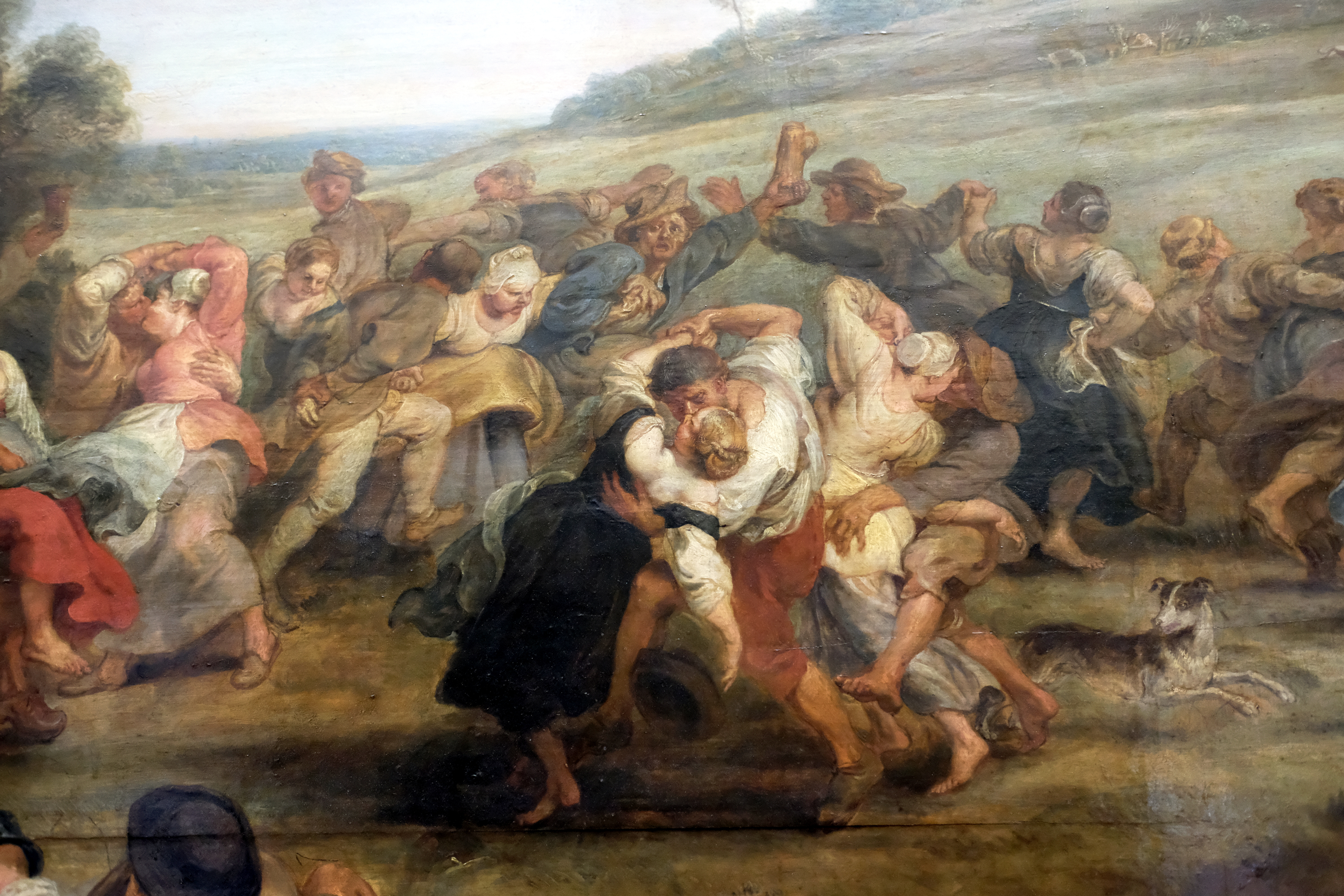
Détail.

La composition montre une kermesse ou une noce de village affichant un repas champêtre, avec des paysans, dansant ou mangeant, avec des petites scènes de galanterie, de grivoiserie, de beuverie, près d'une auberge avec au loin à droite une colline.

## Histoire
L'œuvre, une peinture à l'huile sur bois, de 149 × 261 cm, aboutit, par la famille de Charles de L'Aubespine, à la couronne de France sous Louis XIV.

## Référence culturelle
Émile Zola évoque La Kermesse dans son roman L'Assommoir au chapitre III, où pour échapper à la pluie après la noce, un groupe d'une douzaine de visiteurs visite le musée du Louvre en attendant d'aller dîner :

« M. Madinier se taisait pour ménager un effet. Il alla droit à La Kermesse de Rubens. Là, il ne dit toujours rien, il se contenta d’indiquer la toile, d’un coup d’œil égrillard. Les dames, quand elles eurent le nez sur la peinture, poussèrent de petits cris ; puis, elles se détournèrent, très rouges. Les hommes les retinrent, rigolant, cherchant les détails orduriers. Voyez donc ! répétait Boche, ça vaut l’argent. En voilà un qui dégobille. Et celui-là, il arrose les pissenlits. Et celui-là, oh ! celui-là… Ah bien ! ils sont propres, ici ! Allons-nous-en, dit M. Madinier, ravi de son succès. Il n’y a plus rien à voir de ce côté »

.